# Christopher Wideman
Christopher James Wideman, dit Chris Wideman, né le 7 janvier 1990 à Saint-Louis dans l'État du Missouri aux États-Unis, est un joueur professionnel américain de hockey sur glace. Il évolue à la position de défenseur. Il est le frère d'Alexander Wideman, également joueur professionnel de hockey.

## Biographie

### Carrière universitaire
Étudiant à l'université Miami, il joue avec les Redhawks de 2008 à 2012. Il est repêché par les Sénateurs d'Ottawa au 100e rang du repêchage d'entrée dans la LNH 2009.  

### Carrière professionnelle

#### Sénateurs d'Ottawa (2012-2018)
Le 28 mars 2012, il signe un contrat d'entrée avec les Sénateurs d'Ottawa. Il fait ses débuts professionnels dans l'ECHL avec les Jackals d'Elmira, seconde affiliation des Sénateurs, lors du début de la saison 2012-2013, avant de rejoindre les Senators de Binghamton de la Ligue américaine de hockey, première affiliation d'Ottawa, pour le restant de la saison. 
Il joue deux autres saisons dans la LAH et connaît une bonne saison en 2014-2015 où il mène les défenseurs de la LAH sur les buts (19), les assistances (42) et les points (61) et se voit remettre le trophée Eddie-Shore remis au meilleur défenseur de la ligue.
Lors de la saison 2015-2016, il intègre l'effectif des Sénateurs et joue son premier match dans la Ligue nationale de hockey le 17 octobre 2015 contre les Predators de Nashville. Le 7 novembre contre les Hurricanes de la Caroline, il marque son premier but dans la grande ligue.

#### Oilers d'Edmonton, Panthers de la Floride et Penguins de Pittsburgh (2018-2019)
Le 22 novembre 2018, il est échangé aux Oilers d'Edmonton en retour d'un choix conditionnel de 6e tour en 2020. Le 30 décembre 2018, il est échangé aux Panthers de la Floride en retour de Alex Petrovic et d'un choix de 3e tour en 2019.  Le 25 février 2019, il est de nouveau échangé cette fois aux Penguins de Pittsburgh en échange de Jean-Sébastien Dea.

#### Ducks d'Anaheim
Étant agent libre des Penguins, il signe un contrat d'un an avec les Ducks d'Anaheim, le 16 juillet 2019.

#### Torpedo Nijni Novgorod (2020-2021)
Étant agent libre des Ducks, le 1er juin 2020, il signe un contrat d'un an avec le Torpedo Nijni Novgorod de la KHL, ligue d'élite de Russie. Après une récolte de 41 points en 59 matchs, il est nommé meilleur défenseur de la KHL pour la saison 2020-2021.

#### Canadiens de Montréal (2021-)
Le 28 juillet 2021, il décide de revenir en Amérique du Nord et signe un contrat d'un an et 750 000 $ avec les Canadiens de Montréal,. Le 13 janvier 2022, il est suspendu pendant 1 match pour avoir donné un coup de tête à l'attaquant des Bruins de Boston, Erik Haula. Il connaît la meilleure saison de sa carrière en LNH avec 27 points en 64 matchs.
Le 6 juin 2022, il signe une prolongation de contrat de deux ans avec les Canadiens de Montréal. Il empochera 750 000 $ pour la saison 2022-2023 et 775 000 $ la saison suivante,.
Le 17 septembre 2024, il annonce sa retraite du hockey.

## Statistiques

### En club
| Saison     | Équipe                            | Ligue      |     | Saison régulière | Saison régulière | Saison régulière | Saison régulière | Saison régulière |   | Séries éliminatoires | Séries éliminatoires | Séries éliminatoires | Séries éliminatoires | Séries éliminatoires |
| Saison     | Équipe                            | Ligue      | PJ  | B                | A                | Pts              | Pun              | PJ               | B | A                    | Pts                  | Pun                  |                      |                      |
| 2006-2007  | Bandits de Saint-Louis            | NAHL       | 1   | 0                | 0                | 0                | 0                | -                | - | -                    | -                    | -                    |                      |                      |
| 2007-2008  | RoughRiders de Cedar Rapids       | USHL       | 53  | 2                | 10               | 12               | 51               | 1                | 0 | 0                    | 0                    | 0                    |                      |                      |
| 2008-2009  | Redhawks de Miami                 | NCAA       | 39  | 0                | 26               | 26               | 56               | -                | - | -                    | -                    | -                    |                      |                      |
| 2009-2010  | Redhawks de Miami                 | NCAA       | 44  | 5                | 17               | 22               | 63               | -                | - | -                    | -                    | -                    |                      |                      |
| 2010-2011  | Redhawks de Miami                 | NCAA       | 39  | 3                | 20               | 23               | 32               | -                | - | -                    | -                    | -                    |                      |                      |
| 2011-2012  | Redhawks de Miami                 | NCAA       | 41  | 4                | 20               | 24               | 40               | -                | - | -                    | -                    | -                    |                      |                      |
| 2012-2013  | Jackals d'Elmira                  | ECHL       | 5   | 0                | 5                | 5                | 7                | -                | - | -                    | -                    | -                    |                      |                      |
| 2012-2013  | Senators de Binghamton            | LAH        | 60  | 2                | 16               | 18               | 46               | 3                | 1 | 2                    | 3                    | 2                    |                      |                      |
| 2013-2014  | Senators de Binghamton            | LAH        | 73  | 9                | 42               | 51               | 101              | 4                | 1 | 0                    | 1                    | 6                    |                      |                      |
| 2014-2015  | Senators de Binghamton            | LAH        | 75  | 19               | 42               | 61               | 116              | -                | - | -                    | -                    | -                    |                      |                      |
| 2015-2016  | Sénateurs d'Ottawa                | LNH        | 64  | 6                | 7                | 13               | 34               | -                | - | -                    | -                    | -                    |                      |                      |
| 2016-2017  | Sénateurs d'Ottawa                | LNH        | 76  | 5                | 12               | 17               | 46               | 15               | 1 | 3                    | 4                    | 4                    |                      |                      |
| 2017-2018  | Sénateurs d'Ottawa                | LNH        | 16  | 3                | 5                | 8                | 6                | -                | - | -                    | -                    | -                    |                      |                      |
| 2018-2019  | Thunderbirds de Springfield       | LAH        | 16  | 3                | 10               | 13               | 12               | -                | - | -                    | -                    | -                    |                      |                      |
| 2018-2019  | Sénateurs d'Ottawa                | LNH        | 19  | 2                | 3                | 5                | 12               | -                | - | -                    | -                    | -                    |                      |                      |
| 2018-2019  | Oilers d'Edmonton                 | LNH        | 5   | 0                | 2                | 2                | 4                | -                | - | -                    | -                    | -                    |                      |                      |
| 2018-2019  | Panthers de la Floride            | LNH        | 1   | 0                | 0                | 0                | 2                | -                | - | -                    | -                    | -                    |                      |                      |
| 2018-2019  | Penguins de Wilkes-Barre/Scranton | LAH        | 3   | 0                | 2                | 2                | 7                | -                | - | -                    | -                    | -                    |                      |                      |
| 2019-2020  | Gulls de San Diego                | LAH        | 53  | 9                | 22               | 31               | 73               | -                | - | -                    | -                    | -                    |                      |                      |
| 2020-2021  | Torpedo Nijni Novgorod            | KHL        | 59  | 9                | 32               | 41               | 73               | 4                | 1 | 1                    | 2                    | 20                   |                      |                      |
| 2021-2022  | Canadiens de Montréal             | LNH        | 64  | 4                | 23               | 27               | 67               | -                | - | -                    | -                    | -                    |                      |                      |
| 2022-2023  | Canadiens de Montréal             | LNH        | 46  | 0                | 6                | 6                | 81               | -                | - | -                    | -                    | -                    |                      |                      |
| Totaux LNH | Totaux LNH                        | Totaux LNH | 291 | 20               | 58               | 78               | 252              | 15               | 1 | 3                    | 4                    | 4                    |                      |                      |

### En équipe nationale
| Année | Équipe     | Compétition          |    | PJ | B | A | Pts | Pun      |  | Résultat |
| 2016  | États-Unis | Championnat du monde | 10 | 2  | 4 | 6 | 8   | 4e place |  |          |
| 2021  | États-Unis | Championnat du monde | 9  | 0  | 0 | 0 | 2   | 3e place |  |          |

## Récompenses et honneurs personnels
- 2008-2009 : nommé dans l'équipe d'étoiles des recrues de la CCHA
- 2010-2011 : nommé dans la deuxième équipe d'étoiles de la CCHA
- 2014-2015 : 
  - participe au Match des étoiles de la LAH
  - remporte le trophée Eddie-Shore remis au meilleur défenseur de la LAH
  - nommé dans la première équipe d'étoiles de la LAH